# Alexandra Federica Guzmán Diamante
Alexandra Federica Guzman Diamante (sinh 1984) là Hoa hậu Thế giới Venezuela 2006.
Cô đã từng đoạt danh hiệu Hoa hậu Miranda 2001 để tham dự cuộc thi Hoa hậu Thế giới Venezuela năm 2001 nhưng không thành công. Năm 2006, Tổ chức Hoa hậu Venezuela (Miss Venezuela Organization) rơi vào tình trạng phải có một sự thay đổi khẩn cấp vì vị trí Hoa hậu Thế giới Venezuela lúc bấy giờ bị bỏ trống do hoa hậu trước đã tham dự Hoa hậu Thế giới 2005. Họ đã quyết định chọn Alexandra để tham dự cuộc thi này.
Tại cuộc thi Hoa hậu Thế giới 2006, Alexandra được đánh giá rất cao. Cô cũng đoạt danh hiệu Hoa hậu Bãi biển nằm trong khuôn khổ cuộc thi vào thẳng đêm chung kết. Tuy chỉ dừng chân ở Top 17 bán kết song Alexandra đã giúp củng cố rất nhiều vị trí của Venezuela tại cuộc thi Hoa hậu Thế giới, khi mà từ năm 2004 và 2005 không có một người đẹp nào của đất nước này lọt vào bán kết. Cô cũng góp phần củng cố vị trí "vương quốc sắc đẹp" của Venezuela tại đấu trường sắc đẹp thế giới.
Người kế vị của Alexandra là Claudia Suarez, đăng quang ngày 14 tháng 9, khi mà Alexandra vẫn đang tham dự Hoa hậu Thế giới 2006.